# Operación Mano Dorada
La Operación Mano Dorada (en hebreo: יד זהב) fue una operación de las Fuerzas de Defensa de Israel (FDI) en cooperación con el Shin Bet y Yamam (Unidad Nacional Antiterrorista de Israel, parte de la Policía israelí) para el rescate de dos rehenes que fueron secuestrados en Rafah durante el ataque del 7 de octubre de 2023. La operación comenzó el 12 de febrero de 2024, a la 1:49 a. m. durante el combate en la Franja de Gaza durante la invasión israelí de la Franja de Gaza, y terminó con éxito con el rescate de los rehenes, junto con un soldado que resultó levemente herido durante la operación. Los ataques aéreos coordinados de madrugada que sirvieron de cobertura a la operación causaron la muerte de al menos 94 palestinos según el Ministerio de Salud de Gaza.

## Antecedentes
En la mañana del 7 de octubre de 2023, Hamás y los grupos militantes aliados lanzaron un ataque sorpresa contra Israel. Se lanzaron miles de cohetes desde la franja de Gaza y aproximadamente 3500 militantes se infiltraron en Israel, donde atacaron decenas de ciudades e instalaciones militares israelíes en los alrededores de Gaza. 1139 israelíes y extranjeros murieron en el ataque y otros 248 fueron secuestrados y tomados como rehenes. Los ciudadanos con doble nacionalidad israelí-argentina, Fernando Simon Marman, de 60 años, y Luis Herr, de 70 años, fueron secuestrados en la Franja de Gaza desde el Kibutz Nir Yitzhak como parte del ataque del 7 de octubre de 2023.
Este es el segundo intento exitoso de rescate de rehenes desde el inicio de la guerra; el primer rescate tuvo lugar el 30 de octubre de 2023 y resultó en el rescate de Ori Megidish, un soldado de las FDI capturado.

## Operación
Yamam (Unidad Nacional Antiterrorista de Israel), Shin Bet (Agencia de Seguridad de Israel) y Shayetet 13 (Comando Naval de las FDI) trabajaron en la operación durante un período prolongado, pero hasta el 12 de febrero, las condiciones en el campo no permitieron la ejecución de la operación. El cuartel general operativo que gestionó la operación incluía al jefe del Shin Bet, el jefe de Estado Mayor, el comisionado de policía, el comandante del Yamam, el jefe de Inteligencia Militar, el jefe de la Dirección de Operaciones y el comandante de la Fuerza Aérea. Posteriormente se sumaron el ministro de Defensa y el primer ministro.
El portavoz de las FDI, Daniel Hagari, declaró que la operación se produjo alrededor de la 1:49 a. m. y que los ataques aéreos coordinados de la Fuerza Aérea se produjeron temprano en la mañana aproximadamente un minuto después de que comenzara la operación, cuando los militantes estaban durmiendo.
En la noche entre domingo y lunes, el 12 de febrero de 2024, durante la maniobra terrestre en Gaza, las fuerzas de Yamam llegaron secretamente al segundo piso del edificio donde se encontraban los rehenes en el corazón de Rafah. Las fuerzas se cubrieron mutuamente y recibieron fuego de cobertura de la Fuerza Aérea también. Llegaron a la casa que albergaba a los rehenes rodeados de militantes armados, tanto fuera del edificio como cerca de los rehenes. Las fuerzas asaltaron el edificio, rompieron la puerta cerrada con una carga explosiva, eliminaron a tres milicianos que guardaban a los rehenes y rescataron a los rehenes dentro de tres segundos desde que entraron al edificio. Los soldados de las FDI envolvieron a los rehenes en protección personal y los abrazaron con sus cuerpos para protegerlos del fuego de los militantes. Durante la batalla, un soldado resultó ligeramente herido después de haber caído de un lugar alto.
Durante el rescate, militantes palestinos dispararon a los militares israelíes y estos devolvieron el fuego. Simultáneamente, la Fuerza Aérea atacó centros de comando y salas de control de Hamás en el área para privarlos de la capacidad de construir una imagen de la situación de los eventos en curso.
Después, los efectivos del Shin Bet y Yamam evacuaron con los rehenes con la asistencia de Shayetet 13 y la 7.ª Brigada Blindada. Las fuerzas extrajeron a los rehenes a un helicóptero, que los trasladó a Israel. La duración de la operación fue de aproximadamente una hora.
Los dos rehenes fueron llevados a exámenes médicos en el Centro Médico Sheba en Tel Hashomer, donde se informó que su condición era buena.

## Consecuencias
El Ministerio de Salud de Gaza declaró inicialmente que al menos 67 civiles palestinos, entre ellos mujeres y niños, murieron durante la operación israelí, la cifra aumentó posteriormente a al menos 94. Israel afirmó que un número significativo de los muertos eran militantes, mientras que el ministerio de Gaza sostiene que el 70% de las víctimas eran civiles. Al describir la escena, el corresponsal de Al Jazeera, Tareq Abu Azzoum, declaró: «La gente estaba aterrorizada; no sabían adónde ir. Las familias corrían en medio de las calles, buscando un lugar a salvo del bombardeo israelí. Este ataque estaba más allá de toda comprensión».